# مختار مانی‌اف
مختار قنبر اوغلو مانی‌اِف بازیگر اهل کشور جمهوری آذربایجان بود. از فیلم‌هایی که وی بازی کرده‌است می‌توان به فیلم بابک اشاره نمود.